# Berthe Qvistgaard
Berthe Viola Rehling-Qvistgaard (* 11. August 1910 in Kopenhagen; † 23. Oktober 1999 in Frederiksberg) war eine dänische Schauspielerin.

## Leben
Berthe Qvistgaard wuchs als Tochter von Waldemar Rehling-Qvistgaard (1877–1962) und dessen Frau Caroline Clemmensen (1873–1943) gemeinsam mit ihrem Bruder Harald (1914–2008) und ihrer Schwester Margrethe (1916–1973) in Kopenhagen auf.
Nach ihrem Schulabschluss absolvierte sie von 1929 bis 1933 ihre Schauspielausbildung an der Eleveskole des Königlichen Theaters Kopenhagen, wo sie am 7. Januar 1933 auch ihr Bühnendebüt als Darstellerin hatte. Als Bühnendarstellerin wirkte sie im Laufe ihrer Karriere in zahlreichen Theaterstücken, Operetten, Musicals, Ballett-Aufführungen, Varieté-Shows und in Kabarett-Programmen mit, so unter anderem auch am Folketeatret, am Aarhus Teater, am Odense Teater, am Theater Helsingør, am Betty-Nansen-Theater oder am Det Ny-Theater. In den 1950er-Jahren gehörte sie auch einige Zeit lang zum Schauspielerensemble des Kopenhagener Vergnügungsparks Tivoli.
In ihrer rund fünfeinhalb Jahrzehnte lang andauernden Karriere als Schauspielerin wirkte sie von 1935 bis 1987 in mehr als 60 Film-und-Fernsehproduktionen mit. Im Jahr 1966 führte sie einmalig die Regie bei einem Spielfilm. Für ihr schauspielerisches Wirken wurde sie mehrmals geehrt. Im Jahr 1944 erhielt sie den Teaterpokalen und im Jahr 1980 wurde sie mit dem Bodil als Beste Nebendarstellerin ausgezeichnet. Sie engagierte sich viele Jahre lang als Mitglied im Staatlichen Theaterrat und bis zum Jahr 1984 im dänischen Schauspielverband. Nebenbei war sie auch als Synchronsprecherin für Zeichentrickfilme tätig, wie beispielsweise für Samson & Sally oder 101 Dalmatiner. Im Jahr 1989 zog sie sich aus gesundheitlichen Gründen aus dem Rampenlicht zurück.
Berthe Qvistgaard war ab dem 7. Juni 1935 bis zu seinem Tod mit dem Pianisten Ole Willumsen (1908–1972) verheiratet. Aus der Ehe gingen die Tochter Marie (* 1943) und der Sohn Jan Willumsen (1951–2001) hervor. Die Familie lebte in Frederiksberg. Qvistgaard verbrachte aufgrund der Alzheimer-Krankheit ihre letzten Lebensjahre in einem Pflegeheim. Sie starb am 23. Oktober 1999 im Alter von 89 Jahren. Ihre Asche wurde im Rahmen einer Seebestattung im Meer verstreut.

## Filmografie (Auswahl)
- 1935: De bor forelske Dem
- 1938: Under byens tage
- 1940: Familie Olsen
- 1942: Regnen holdt op
- 1943: Det ender med bryllup
- 1951: Mutti darf nicht heiraten
- 1953: Mein Sohn Peter
- 1956: Mädchen im gefährlichen Alter
- 1957: Jeg elsker dig
- 1958: Ullabella
- 1960: Der Störenfried
- 1961: Britannicus
- 1963: Salat Tage
- 1966: Ikke osse, Joe
- 1967: Gidslet
- 1973: Tango
- 1974: Faderen
- 1975: Anne und Paul
- 1975: Nehmen Sie es wie ein Mann, Madame!
- 1979: Johnny Larsen
- 1984: Buster verden
- 1987: Letzter Akt